# 盧森堡語維基百科
盧森堡語維基百科是維基百科協作計劃的盧森堡語版本，由非營利組織──維基媒體基金會維持負責。目前是各語言維基百科計劃中，規模排名第46（依條目量計算）的維基百科。計劃開始於2001年，至2006年9月已有超過10,000個條目。

## 外部連結
- 盧森堡語維基百科 （页面存档备份，存于）